# Тимофеев, Андрей Николаевич
Андре́й Никола́евич Тимофе́ев (род. 14 сентября 1985 года, Салават, Башкирской АССР) — российский прозаик, литературный критик. Член Союза писателей России, руководитель Совета молодых литераторов.

## Биография
Родился в городе Салават Башкирской республики (Башкирской АССР). Окончил Московский физико-технический институт и Литературный институт имени Горького (семинар М.П. Лобанова).
Член правления Союза писателей России, председатель Совета молодых литераторов Союза писателей России.
Лауреат премии имени Гончарова в номинации «Ученики Гончарова» (2013 г). Лауреат премии «В поисках правды и справедливости» политической партии «Справедливая Россия» за повесть «Медь звенящая» (2015 г) . Лауреат премии имени А.Г. Кузьмина журнала «Наш современник» (2016 г) .
Преподаватель литературного творчества в Московском государственном институте культуры с 2018 года. Ведущий рубрики «Дневник читателя» на сайте «Российский писатель». С 2021 по февраль 2023 года — заведующий отделом критики журнала «Наш современник».
Живет в Москве. С 2021 года повторно женат на российской писательнице Алёне Белоусенко.

## Творчество
Публиковался в журналах «Наш современник», «Новый мир», «Октябрь», «Вопросы литературы», «Роман-газета», и др .
Автор книги рассказов и повестей «Навстречу» (Редакционно-издательский дом «Российский писатель», 2016) 

Автор романа «Пробуждение» (журнал «Наш современник», №3-4, 2019). Роман полностью вышел в двух номерах журнала «Наш современник» и получил разные отзывы. Юрий Павлов — доктор филологических наук, профессор, критик, публицист, член Союза писателей России в своей статье написал:
«Своё несогласие с высокой оценкой романа Андрея Тимофеева, данной Казинцевым [зам. главреда журнала "Наш современник] ещё до появления статьи в «Нашем современнике», я высказал Александру Ивановичу в ходе дискуссии во время очередной Лихоносовской конференции»
После статьи журналиста Виктора Кожемяко «О трудном пробуждении молодых среди смуты» в газете «Правда»  о романе «Пробуждение», в котором Тимофеев показал героев левых взглядов, на страницах издания развернулась ожесточенная полемика. Кожемяко увидел в романе попытку описать "становление молодых коммунистов", а сам роман, заслуживающим обсуждения, поскольку это крайне редкий опыт появления художественного произведения, посвящённого современным коммунистам. Его оппоненты  посчитали, что «коммунистическая идея» в романе "представлена чем-то вроде экзальтированной веры, облачённой в шелуху стандартных позднесоветских пропагандистских штампов" . Всего в газете «Правда» вышло более десяти статей, посвященных обсуждению романа, написанных региональными лидерами коммунистов. За псевдонимом одного из героев романа Кургузова все увидели персонажа по фамилии Кургинян, а его организация «Суть времени» в произведении названа просто «Суть». В свою очередь, соратники Кургиняна посчитали, что и роман, и его обсуждение носят заказной характер, направленный на дискредитацию движения «Суть времени».
«Остается понять, кто эти экспериментаторы, не только заказавшие Тимофееву аж целый роман (с заказом автор не справился, как ни старался), но изо всех сил впихивающие его молодежи, используя партийный авторитет?» Марина Александрова «ИА Красная Весна»

## Общественная деятельность
Решением секретариата правления Союза писателей России 7 февраля 2017 года был создан Совет молодых литераторов. Иницаторами создания выступили прозаик Андрей Тимофеев, поэты Василий Попов и Сергей Бударин. С момента создания Тимофеев - бессменный руководитель Совета молодых литераторов (СМЛ), автор постулата «Ценности СМЛ СПР».

В феврале 2023 года на XVI Съезде Союза писателей России Андрей Тимофеев обвинил АСПИР в том, что она финансово не поддерживает мероприятия, проводимые под эгидой Совета, руководителем которого он является:
«Существующие формы не были поддержаны, а был создан собственный литературный мирок» «Оплата дороги, проживания, питания, куратора и т.д. – всё это обходится по самым скромным подсчётам не меньше 200 тысяч. Так на 200 тысяч присутствующие здесь [...] проводят в Самаре фестиваль имени Михаила Анищенко – внимание (!) на 100 человек. Один и сто»
После этого выступления Тимофеев объявил, что был уволен из журнала «Наш современник» .
«И это их ответственность и их проблемы. Не я разгонял эту волну. Но и вступаться на защиту бывших коллег – тоже не считал нужным. У каждого резкого жеста есть своя цена».

## Критика
Писатель Роман Сенчин о книге Андрея Тимофеева «Навстречу»:

«Этот сборник повестей, рассказов и статей о литературе демонстрирует, что у нас появился новый талантливый и смелый автор. Андрей Тимофеев берется за очень сложные и тонкие темы, показывает типы нашей нынешней жизни, открывает нам интересные характеры. Это настоящая православная проза. Не та, которой сегодня переполнены полки книжных магазинов и церковные лавочки, а другая... В традиции Достоевского, Лескова, Чехова, Льва Толстого (пусть православная церковь и считает его отпавшим)» .